# Coface Deutschland

Ehemaliges Logo

Coface Deutschland, Niederlassung der Coface S.A. mit Sitz in Mainz, ist ein Anbieter von Dienstleistungen im Kredit- und Risikomanagement.

## Unternehmenshintergrund und Geschäftsfelder
Coface Deutschland, Niederlassung der Compagnie Française d’Assurance pour le Commerce Extérieur (Coface) S.A, gehört zum internationalen Kreditversicherer Coface S.A. mit Hauptsitz in Paris. Der Name (Aussprache: Kofass) ist ein Akronym und steht für Compagnie française d'assurance pour le commerce extérieur. Die Zentrale der deutschen Niederlassung befindet sich in Mainz. Von dort werden auch die Geschäfte für die Region Nordeuropa, zu der neben Deutschland auch die Niederlande und Skandinavien gehören, gesteuert. Die Coface-Gruppe ist ein weltweit führender Kreditversicherer und bietet Unternehmen auf der ganzen Welt Lösungen für das Kredit- und Risikomanagement im Inlands- und Exportgeschäft. In Deutschland zählen neben der Kreditversicherung auch Wirtschaftsauskünfte zur Bonitätsbewertung von Unternehmen und Factoring zum Kerngeschäft. Angebote wie Bürgschaften und Inkasso runden das Dienstleistungsspektrum der Coface in Deutschland ab.

## Standorte

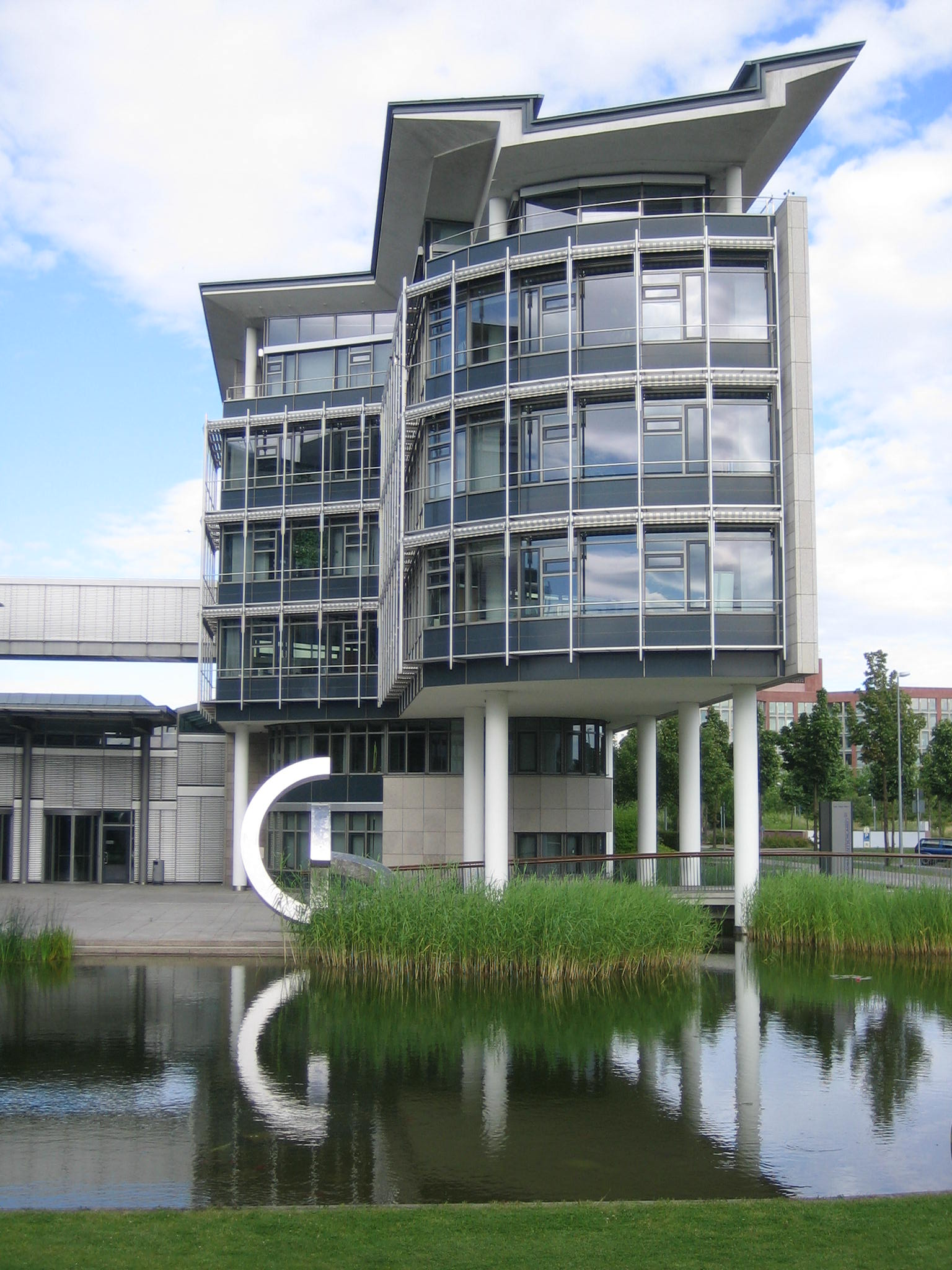
Verwaltungsgebäude am Mainzer Kisselberg

Coface in Deutschland hat seine Zentrale in Mainz. Weitere Standorte befinden sich in Berlin, Bielefeld, Hamburg, Hannover, Köln, München, Nürnberg und Stuttgart. Die Auslandsniederlassungen der Coface S.A. innerhalb der Region Nordeuropa sind in Breda, Amsterdam (beide Niederlande), Stockholm (Schweden), Oslo (Norwegen) sowie Vejle und Kopenhagen (beide Dänemark).

## Geschichte
Das Unternehmen wurde am 19. März 1923 auf Initiative von Isaac Fulda als Mainzer (später: Rheinische) Garantiebank Kautionsversicherungs-Aktiengesellschaft von Mainzer Kaufleuten und einer Frankfurter Bank gegründet. Der Geschäftszweck: das Kautionsgeschäft im Deutschen Reich zu betreiben. 1937 wurde die Gesellschaft auf Druck der Nationalsozialisten zur Rheinische Garantie & Kautionsversicherungs-A.G.arisiert und Isaac Fulda aufgrund seiner jüdischen Religionszugehörigkeit aus dem Unternehmen verdrängt. Der Unternehmensgründer wurde 1943 im Rahmen der Shoah ermordet.
In den 1950ern waren die beiden Hauptaktionäre die Versicherungsunternehmen Münchener Rückversicherungs-Gesellschaft und Agrippina, Anfang der 1960er firmierte die Gesellschaft als Allgemeine Kreditversicherung AG. Sie erweiterte ihr Geschäft auf alle Zweige der Kreditversicherung. Im Mai 1995 wird die Rewe Zentralfinanz eG Hauptaktionär der Versicherung, Mitte 1996 übernimmt Rewe den Anteil der Allianz SE und hält 87,5 % der Aktien. Ab dem Herbst 1996 übernimmt Coface aus Frankreich 50 % der Anteile der Gesellschaft, die am 1. September 2002 zu Allgemeine Kredit Coface umbenannt wird. Seit dem 1. Oktober 2002 gehört die Gesellschaft komplett zur Coface, Paris.
Zum 1. Juli 2003 wurden alle Stabsabteilungen auf die Allgemeine Kredit Coface Holding AG übertragen. Dazu kamen die Beteiligungen an der Allgemeine Kredit Coface Finanz GmbH (Factoring) und der Cofacerating-Holding GmbH (@rating). Die AKC Holding steuerte nun die Deutschlandaktivitäten von Coface.
Ab dem 1. Januar 2006 lautete die Dachmarke des deutschen Unternehmens Coface Deutschland. Auch die operativen Beteiligungsgesellschaften bekamen neue Namen: Coface Kredit, Coface Finanz, Coface Debitoren und Coface Rating.
Zum 1. November 2012 erfolgte die grenzüberschreitende Verschmelzung mit der französischen Konzernmutter Coface S.A. Seitdem firmiert die ehemalige Coface Deutschland AG, als Coface Deutschland, Niederlassung der Coface S.A.
Coface Deutschland war bis zum 1. Juli 2016 Namensgeber des neuen Fußballstadions des 1. FSV Mainz 05, das in der Nähe des Firmensitzes gebaut und im Juli 2011 eröffnet wurde, der Coface Arena (heute Mewa Arena).

## Geschäftszahlen
Die Coface S.A. verzeichnete im Jahr 2024 einen Umsatz in Höhe von 1,84 Milliarden Euro. Das Deckungsvolumen betrug rund 715 Milliarden Euro.